# Ricky van Wolfswinkel
Ricky van Wolfswinkel (Woudenberg, 27 de janeiro de 1989) é um futebolista neerlandês que atua como centroavante. Atualmente defende o Twente.

## Carreira

### Vitesse
Wolfswinkel começou a sua carreira de futebol no Vitesse. Nos juniores, tornou-se no melhor marcador da primeira divisão nacional. Por consequência, foi premiado pela Real Associação de Futebol dos Países Baixos, que lhe foi entregue por Wesley Sneijder em 2007. No dia 5 de abril de 2008, Van Wolfswinkel fez a sua estreia na equipa principal do Vitesse, num jogo contra o Sparta Rotterdam, no qual foi substituido aos 85 minutos por Santi Kolk. Contra o De Graafschap, na temporada 2008-09, foi titular pela primeira vez. No seu terceiro jogo, contra o Sparta Rotterdam,Van Wolfswinkel marcou o seu primeiro golo na Eredivisie.

### FC Utrecht
No dia 29 de maio de 2009 ele anunciou a sua saída do Vitesse e assinou um contrato  de 3 anos com o Utrecht . Van Wolfswinkel começou a temporada 2010-11 do Campeonato Neerlandês com um gol na derrota por 3 a 1 sofrida contra o Feyenoord. No dia 22 de agosto de 2010, marcou 2 golos contra o Willem II, o jogo terminou 3 a 0 para o Utrecht. No dia 26 de agosto de 2010, van Wolfswinkel marcou um hat-trick contra o Celtic pela Liga Europa, o Utrecht acabou ganhando por 4 a 0. No dia 3 de outubro de 2010, van Wolfswinkel marcou 2 golos de pênalti contra o Ajax o que deu à sua equipa uma vitória fora de casa por 2 a 1.

### Sporting
No dia 3 de junho de 2011, transferiu-se para o Sporting, assinando um contrato de 5 anos, num negócio que custou aos cofres leoninos 1,5 milhões de euros. Marcou 45 golos nas duas épocas em que representou o clube.

## Carreira Internacional
Van Wolfswinkel já jogou algumas partidas pelas categorias de base dos Países Baixos. Em agosto de 2010, foi convocado para a seleção principal para um jogo amigável contra a Ucrânia.

## Títulos
Vitesse
- Copa dos Países Baixos: 2016–17